# 124e bataillon de tirailleurs sénégalais
Le 124e bataillon de tirailleurs sénégalais (124e BTS) est un bataillon des troupes coloniales françaises, créé à la fin de la Première Guerre mondiale puis déployé en Grèce.

## Création et différentes dénominations
- 1918 : Formation du 124e bataillon de tirailleurs sénégalais à Fréjus
- 1er octobre 1920 : fusionne dans le 12e régiment de tirailleurs sénégalais
- 3 décembre 1920 : dissolution du bataillon

## Historique
Le bataillon est formé en juillet 1918 à Fréjus. Le 23 juillet 1918, il fournit des hommes pour la formation du 126e BTS.
Le 124e BTS part sur le front de Macédoine relever les bataillons sénégalais pour certains déjà présents depuis deux années. Il stationne à Salonique à partir de novembre 1918, où il est chargé de la garde des dépôts alliés en cours de liquidation,. Le 1er octobre 1920, il fusionne dans le 12e régiment de tirailleurs sénégalais, destiné à occuper la Turquie, mais le 124e BTS reste à Salonique. Il y est dissous en décembre 1920 et ses hommes rejoignent en Turquie les autres bataillons du 12e RTS ou sont rapatriés.

### Sources et bibliographie
- Jean Bernachot, Les Armées français en Orient après l'armistice de 1918, vol. 2 : L'armée du Danube, l'armée française d'Orient (28 octobre 1918 - 25 janvier 1920), Paris, Imprimerie nationale, 1970, 445 p. (BNF 35120723).
- Ousseynou Faye, Les tirailleurs sénégalais entre le Rhin et la Méditerranée, 1908-1939: parcours d'une aristocratie de la baïonnette, Éditions L'Harmattan, coll. « Études africaines », 2018 (ISBN 978-2-343-14081-0).